# فیلم‌شناسی داریوش مهرجویی

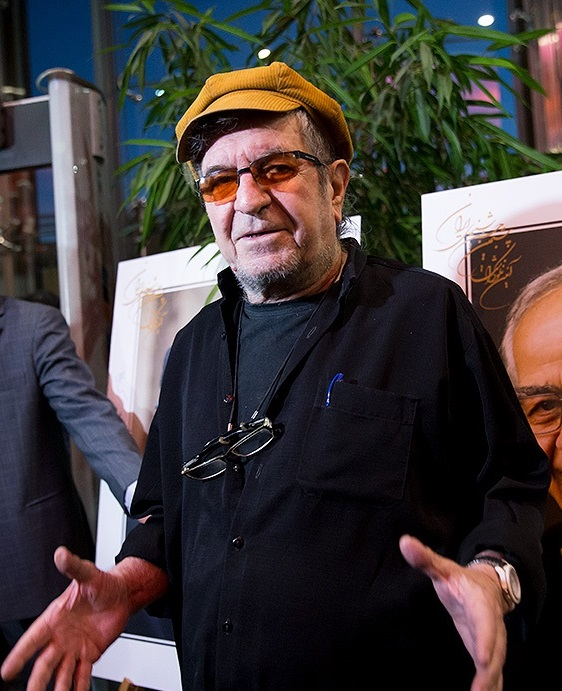
داریوش مهرجویی در سال ۱۳۹۷

داریوش مهرجویی (۱۳۱۸–۱۴۰۲) کارگردان، نویسنده و تهیه‌کنندهٔ ایرانی بود.

## فیلم‌نامه و کارگردانی
| فیلم‌ها                           | تاریخ | فیلم‌نامه                           | توضیحات                                                                                          |
| -------------------------------- | ----- | ---------------------------------- | ------------------------------------------------------------------------------------------------ |
| الماس ۳۳                         | ۱۳۴۶  | داریوش مهرجویی و رضا فاضلی         | بر اساس داستان کوتاه "جین‌باند ۰۰۸" نوشته‌ی کاظم سلحشور                                            |
| گاو                              | ۱۳۴۸  | غلام‌حسین ساعدی (۱۳۴۷)              | بر اساس قصه چهارم از مجموعه داستان عزاداران بَیَل نوشته غلامحسین ساعدی - تهیه‌کننده: داریوش مهرجویی |
| آقای هالو                        | ۱۳۴۹  | علی نصیریان (۱۳۴۸)                 | نمایشنامهٔ هالو از علی نصیریان                                                                    |
| پستچی                            | ۱۳۵۱  | ۱۳۴۹                               | بر اساس نمایش‌نامه «ویتسک» نوشتهٔ گئورگ بوشنر                                                      |
| دایره مینا                       | ۱۳۵۳  | غلام‌حسین ساعدی (۱۳۵۲)              | بر اساس داستان کوتاه آشغالدونی از مجموعه داستان‌های گور و گهواره نوشتهٔ غلامحسین ساعدی             |
| مدرسه‌ای که می‌رفتیم               | ۱۳۵۹  | فریدون دوستدار                     |                                                                                                  |
| اجاره‌نشین‌ها                      | ۱۳۶۵  | داریوش مهرجویی                     | تدوین                                                                                            |
| شیرک                             | ۱۳۶۶  | کامبوزیا پرتوی                     | تهیه‌کننده:مسعود کیمیایی داریوش مهرجویی                                                           |
| هامون                            | ۱۳۶۸  |                                    |                                                                                                  |
| بانو                             | ۱۳۷۰  | ۱۳۶۹                               | ویریدیانا، لوئیس بونوئل                                                                          |
| سارا                             | ۱۳۷۱  |                                    | خانه عروسک نوشته هنریک ایبسن - تهیه‌کننده: داریوش مهرجویی                                         |
| پری                              | ۱۳۷۳  |                                    | فرنی و زویی نوشتهٔ جروم دیوید سالینجر - تهیه‌کننده: داریوش مهرجویی                                 |
| لیلا                             | ۱۳۷۵  |                                    | بر اساس داستانی از مهناز انصاریان - تهیه‌کننده: داریوش مهرجویی                                    |
| درخت گلابی                       | ۱۳۷۶  |                                    | داستانی به همین نام از گلی ترقی - تهیه‌کننده: داریوش مهرجویی                                      |
| داستان‌های جزیره (دختردایی گمشده) | ۱۳۷۷  |                                    |                                                                                                  |
| میکس                             | ۱۳۷۸  |                                    | تهیه‌کننده، طراح صحنه و لباس: داریوش مهرجویی                                                      |
| بمانی                            | ۱۳۸۰  | وحیده محمدی‌فر                      | تهیه‌کننده، تدوین، طراح صحنه و لباس: داریوش مهرجویی                                               |
| مهمان مامان                      | ۱۳۸۲  | هوشنگ مرادی کرمانی - وحیده محمدی‌فر | داستانی به همین نام از هوشنگ مرادی کرمانی - تهیه‌کننده: داریوش مهرجویی                            |
| سنتوری                           | ۱۳۸۵  | وحیده محمدی‌فر                      | برداشتی آزاد از رمان عقاید یک دلقک نوشته هاینریش بل - (با نام نخستین تولدت مبارک)                |
| طهران تهران                      | ۱۳۸۸  |                                    | فیلمی دو اپیزودی که اپیزود نخست آن بنام «طهران: روزهای آشنایی» ساخته داریوش مهرجویی است.         |
| آسمان محبوب                      | ۱۳۸۸  | وحیده محمدی‌فر                      |                                                                                                  |
| نارنجی‌پوش                        | ۱۳۹۰  | وحیده محمدی‌فر                      |                                                                                                  |
| چه خوبه که برگشتی                | ۱۳۹۱  | وحیده محمدی‌فر                      | برگرفته از داستانی نوشته نیکلای گوگول                                                            |
| اشباح                            | ۱۳۹۲  | داریوش مهرجویی                     | اقتباسی از نمایشنامهٔ اشباح، اثر هنریک ایبسن                                                      |
| لامینور                          | ۱۳۹۸  | داریوش مهرجویی و وحیده محمدی‌فر     | تهیه‌کننده: رضا درمیشیان                                                                          |

### مستند و کوتاه
- ایثار (۱۳۵۵)، فیلم مستند کوتاه برای سازمان انتقال خون ایران.
- الموت (۱۳۵۵)، فیلم بلند مستند داستانی در بارهٔ اسلام، تشیع و اسماعیلیان برای تلویزیون ملی ایران. تاکنون نمایش داده نشده است.
- انفاق (۱۳۵۶)، فیلم کوتاه مستند، ۱۰ دقیقه، برای مرکز انتقال خون.
- بخشش (۱۳۵۶)، فیلم کوتاه مستند، برای مرکز انتقال خون.
- پیوند کلیه (۱۳۵۷)، فیلم کوتاه مستند، برای وزارت بهداشت و درمان
- سفر به سرزمین رمبو (۱۳۶۲). فیلم مستند داستانی برای تلویزیون فرانسه. براساس زندگی آرتور رمبو
- داستان‌های جزیره (اپیزود اول، دختردایی گمشده) (۱۳۷۷)
- فرش و فرشته (فیلم کوتاه) از اپیزودهای فرش ایرانی (۱۳۸۵)
- طهران: روزهای آشنایی (اپیزود اول، طهران تهران) (۱۳۸۷)